# سیارک ۲۵۵۵۵
سیارک ۲۵۵۵۵ (به انگلیسی: 25555 Ratnavarma، نامگذاری:1999XJ169)۲۵۵۵۵مین سیارک کشف شده‌است که در ۱۰ دسامبر ۱۹۹۹ کشف شد.